# Diagonal Mar (centre comercial)
El centre comercial Diagonal Mar està situat al barri de Diagonal Mar i el Front Marítim del Poblenou de Barcelona.

## Història i descripció
Inaugurat el 21 de novembre de 2001, era el centre comercial més gran de Catalunya en aquell moment, amb 240 locals i una superfície comercial de 87.000 m², superant els 81.000 m² de La Maquinista. Comptava amb un aparcament subterrani de 5.000 places i va suposar una inversió de 240 milions d'euros per part de la immobiliària Hines.
Els locals es distribueixen en 3 nivells: l'inferior, per a necessitats diàries; el central, a nivell del carrer, per a bellesa, moda o cultura, i el superior per a l'oci, amb cafeteries, restaurants i sales de cinema. Compta amb una terrassa de 5.000 m² amb vistes al mar. Entre els primers locals van figurar una botiga Sfera, un hipermercat Alcampo, el tercer local a Barcelona de la Fnac i 18 sales de cinema de l'empresa AMC.
El febrer del 2017 es va anunciar que es reformaria, reconvertint una part del cinema en botigues.